# И Джун Ги
И Джун Ги (Хангъл: 이준기; Коригирана романизация на корейския език: Lee Joon-Gi) е южнокорейски актьор, певец и модел.
Става известен с ролите си в „Кралят и клоунът“, „Моето момиче“ и „Илджиме“. На феновете извън родната Корея е познат най-вече с драмите Аранг и Магистратът (2012), Лунни любовници (2016) и Цвете на злото (2020).

## Биография
И Джун Ги е роден в Пусан, Южна Корея на 17 април 1982. Семейството му се състои от родителите му и по-малка сестра. Като дете проявява интерес към спорта и компютрите, а интересът му към сценичните изкуства се пробужда след като гледа изпълнение на пиесата Хамлет, когато е гимназист. След като завършва гимназия, той се противопоставя на желанието на родителите си да влезе в университет и се премества в Сеул, за да преследва кариера в развлекателната индустрия. Там работи на непълно работно време и след няколко години е приет в Сеулския институт по сценични изкуства. Започва кариерата си като модел за марката So Basic и я продължава като играе малки роли във филми и сериали.

## Кариера

### 2005: Кралят и клоунът и нарастващата слава
След второстепенни роли в няколко драми и филми, И Джун Ги има първата си голяма актьорска роля във филма от 2005 г. Кралят и клоунът, в който играе историческата фигура Гонг Гил, женствен клоун от династията Чосон. Филмът постига огромен успех и изстрелва неизвестния дотогава актьор на върха на славата, като му печели множество награди, включително за най-добър актьор на Max Movie Awards.
Продуцентът И Джун Ик разкрива как е избрал Джун Ги за Кралят и клоунът, въпреки че е неизвестен и сравнително нов актьор – просто го е видял да прави стойки на ръцете си, и дори казва: „Само заради стойките на ръце, И Джун Ги стана човекът, който е днес."
След филма Джун Ги се превръща в „икона“ на южнокорейската тенденция за „красиво момче“. „След представянето ми в Кралят и клоунът се озовах в челните редици на тази тенденция за „красиво момче“, независимо дали това е било намерението ми или не. Изведнъж хората се заинтересуваха от мен и имаше всички тези похвали и критики едновременно. Всичко беше толкова поразително. Чувствах, че се нося във въздуха."

### 2006 – 2007: Популярност в чужбина
След това И Джун Ги е избран за участие в сериала Моето момиче на SBS. Романтичният комедиен сериал се превръща в хит по време на излъчването си както в страната, така и в цяла Азия.
За неговия последващ филм Лети, татенце, лети, режисиран от Че Чонг Те и продуциран от Dyne Film-Guardtec, според съобщенията, са му платени 100 милиона вона, сравнително малко предвид нарастващата му популярност след Кралят и клоунът. Това е така, защото договорът е подписан в началото на декември 2005 г. преди излизането на филма, когато Джун Ги е все още неизвестен актьор. Филмът привлича много внимание и медийно отразяване сред китайските зрители.
През 2007 г. заснема съвместен корейско-японски филм, озаглавен Първи сняг с японската актриса Аой Миядзаки, в който той играе корейски студент. Филмът постига успех, като се нарежда на 9-то място в боксофис класацията и поставя нов рекорд по брой билети за корейски филм, пуснат в Япония. По-късно Джун Ги получава наградата „Изгряваща звезда“ на 27-ия международен филмов фестивал в Хавай. Същата година той участва във филма „18 май“, който се основава на събитията около клането в Куанджу от 1980 г. „18 май“ постига отлични резултати в боксофиса и по-късно получава наградата Златна орхидея за най-добър игрален филм за 2007 г.
През 2007 г. И Джун Ги получава първата си главна роля в екшън драмата на MBC Времето на кучето и вълка. С тази роля печели наградата за отлични актьорски постижения на наградите MBC Drama Awards през 2007 г. Режисьорът Ким Джин Мин изразява мнение няколко години по-късно, че това е повратна точка за И Джун Ги, тъй като ролята му позволява да се отърси от образа си на „красиво момче“ и да подчертае своя опит в бойните изкуства.

### 2008 – 2009: Посланик на туризма
От април до юли 2008 г. И Джун Ги играе главната роля в Илджиме на SBS, историческа екшън драма, базирана на китайския фолклор от династията Мин за маскиран герой в стил Робин Худ по време на епохата Чосон. Последният епизод постига рейтинг от 31,4% гледаемост, а И Джун Ги по-късно през 2008 г. получава приза за най-добър актьор на наградите за драма на SBS. Драмата е излъчена и в Япония по канала TV Tokyo. На 29 юли 2008 г. е избран за посланик на фестивала Халю в Сеул.
На 5 август 2009 г. Джун Ги е избран за посланик на Корейската туристическа организация. През същата година участва в комедийната екшън драма Герой, играейки репортер.

### 2010 – 2012: Военна служба
На 3 май 2010 г. И Джун Ги започва задължителната си военна служба. Първо преминава пет седмици основно обучение във военен тренировъчен лагер Нонсан, печелейки най-добри резултати в стрелба, и по-късно е призован на активна служба. Назначен е в отдела за връзки с обществеността на Министерството на националната отбрана. Първоначално И Джун Ги подава молба за отлагане на военната си служба, защото е в разгара на снимки за филма Grand Prix с актрисата Ким Те Хи и е избран да участва в телевизионната драма Вяра. Трябва да представлява и Корея като посланик на добра воля на изложението в Шанхай през 2010 г. Въпреки това Военната администрация по човешките ресурси му отказва отлагане на службата и изпраща последно известие за назначаване, което го кара да се оттегли от всички планирани проекти.
През август участва с колегата си актьор Джу Джи Хун във военния мюзикъл Voyage of Life в чест на 60-ата годишнина от Корейската война. Мюзикълът е копродуциран от Министерството на националната отбрана и Корейската музикална театрална асоциация и е показан от 21 до 29 август в Националния театър на Корея. След като служи 21 месеца активна служба, И Джун Ги се уволнява на 16 февруари 2012 г. В деня на излизането му от казармата той провежда среща с феновете си под името Reunion JG в Sangmyung Art Center, Сеул. Следват фен срещи в Япония, озаглавени Coming Back в Нагоя, Йокохама и Осака от 16 до 19 март.

### 2012 – 2013: Завръщане след армията
Първият проект на И Джун Ги след приключване на военната му служба е хорър-романтиката на MBC в исторически стил Аранг и Магистратът от май 2012 г., където си партнира с Шин Мин А. Сериалът има успех и се превръща в най-скъпата драма, продавана в Япония от MBC. По-късно Джун Ги е признат на международните награди за драма в Сеул, спечелвайки наградата за най-добър корейски драматичен актьор.
На 27 септември 2012 г. по Mnet Japan е показан JG Style, който документира завръщането на И Джун Ги в развлекателната индустрия. Сериалът е отличен с голямата награда в категорията корейска вълна на наградите Skapa 2012 в Япония.
През 2013 г. И Джун Ги участва в екшън трилъра Две седмици, играейки баща, обвинен в убийство, който се бори да докаже своята невинност и да спаси болната си от левкемия дъщеря. За тази роля той получава наградата за най-добър актьор (Top Excellence Award) на 2-рите APAN Star Awards.

### 2014–до сега: Исторически драми и екшън роли
И Джун Ги подписва с нова мениджърска агенция, Namoo Actors. Следва участие в драмата Стрелецът от Чосон (2014), където печели одобрението на критиците за своята игра и екшън сцени. С тази роля получава за втори път наградата за най-добър корейски драматичен актьор на Международните награди за драма в Сеул. Сериалът оглавява рейтингите за своя времеви интервал и привлича внимание в чужбина, особено в Китай, където надмина 200 милиона гледания за месец в платформата за гледане на видео на Tencent QQ.
Следващият проект на И Джун Ги е вампирската романтична поредица Ученият, който броди през нощта от 2015 г., която печели на Джун Ги наградата „Десетте най-добри звезди“ на наградите MBC Drama Awards. През същата година той е избран за първия си китайски филм, Без сбогуване.
През януари 2016 г. И Джун Ги е избран за главната роля на Уанг Со в Лунни любовници: Алено сърце, корейски римейк на китайския телевизионен сериал, Scarlet Heart. Драмата от 20 епизода и бюджет от 13 милиона щатски долара, е излъчена премиерно на 29 август 2016 г. На 1 ноември И Джун Ги е домакин на безплатна фен среща, озаглавена „Моята любов И Джун Ги“, където феновете могат да гледат последния епизод на Лунни любовници с негово присъствие.
През октомври 2016 г. подписва договор за модел с Lotte Duty Free Shop. Участва и в промоционална уеб драма, озаглавена 7 първи целувки за компанията.
След това И Джун Ги прави своя холивудски дебют с участие в шестата и последна част от поредицата Заразно зло, озаглавена Заразно зло: Финалът, която е пусната в световен мащаб през януари 2017 г.
През 2017 г. участва в криминалната драма на tvN Престъпни намерения, базирана на едноименния американски сериал. Неговото убедително актьорско представяне като криминален профайлър му печели похвали от критици и зрители.
През 2018 г. се завръща по tvN с драмата Адвокат отвъд закона, първата му правна драма и първият път, в който играе адвокат.
През 2020 г. И Джун Ги е избран за участие в трилър мелодрамата на tvN Цвете на злото, която го събира отново с партньорката му от Престъпни намерения Мун Че Уон. За изпълнението си той е номиниран за най-добър актьор на телевизионен екран на 57-те награди за изкуства Baeksang.
През 2022 г. И Джун Ги се завръща на малкия екран с драмата на SBS Втори живот, където играе прокурор, който е убит, но получава шанс да се върне назад във времето и изживее живота си отново.
През 2023 г. И Джун Ги участва във втори сезон на историческата фентъзи драма на tvN Хрониките на Асдал, където играе близнаци.

## Личен живот
И Джун Ги обича да учи и практикува различни видове бойни изкуства през свободното си време. Баща му го записва на уроци по бойни изкуства като дете, за да го предпази от проблеми и той продължава да практикува в зряла възраст, най-вече за да се подготви за конкретни роли. Поради уменията си в таекуондо и няколко други форми на бойни изкуства, той рядко използва дубльор за бойни сцени и е признат в индустрията за една от най-добрите екшън звезди в страната.

## Филмография

### Филми
| Година | Заглавие             | Роля        | Забележка                    |
| ------ | -------------------- | ----------- | ---------------------------- |
| 2004   | Хотел Венера         | Бой         | Японска продукция            |
| 2004   | Летящи момчета       | Донг Уан    |                              |
| 2005   | Кралят и клоунът     | Гонг Гил    |                              |
| 2006   | Лети, татенце, лети  | Го Сънг Сук |                              |
| 2007   | 18 май               | Канг Джин У |                              |
| 2007   | Първи сняг           | Ким Мин     | Корейско-японска копродукция |
| 2016   | Без сбогуване        | Джун Хо     | Китайска продукция           |
| 2016   | Заразно зло: Финалът | Командир Чу | Международна продукция       |

### Телевизионни сериали
| Година | Заглавие                         | Роля                          | Забележка                 |
| ------ | -------------------------------- | ----------------------------- | ------------------------- |
| 2003   | Нонстоп 4                        | себе си                       | специална поява           |
| 2004   | Drama City – Какво бих направил? | Сонг Хо                       | участие в 234 еп.         |
| 2004   | Звездно ехо                      | Чан Гю                        |                           |
| 2005   | Моето момиче                     | Со Джонг У                    |                           |
| 2006   | 101-то предложение               | себе си                       | специално участие (еп. 1) |
| 2007   | Времето на кучето и вълка        | И Су Хьон / Кей               |                           |
| 2008   | Илджиме                          | Йонг / И Гом                  |                           |
| 2009   | Герой                            | Джин До Хьок                  |                           |
| 2012   | Аранг и Магистратът              | Ким Ън О                      |                           |
| 2013   | Две седмици                      | Чанг Те Сан                   |                           |
| 2014   | Стрелецът от Чосон               | Пак Юн Канг / Хасегава Ханджо |                           |
| 2015   | Ученият, който броди през нощта  | Ким Сонг Йол                  |                           |
| 2015   | Тя беше хубава                   | себе си                       | специално участие (еп. 9) |
| 2016   | Лунни любовници: Алено сърце     | 4-ят принц Уанг Со            |                           |
| 2017   | Престъпни намерения              | Ким Хьон Джун                 |                           |
| 2018   | Адвокат отвъд закона             | Бонг Санг Пил                 |                           |
| 2019   | Хотел дел Луна                   | екзорсист                     | специално участие (еп. 3) |
| 2020   | Цвете на злото                   | Пек Хи Сонг / До Хюн Су       |                           |
| 2022   | Втори живот                      | Ким Хи У                      |                           |
| 2023   | Хрониките на Асдал               | Ън Сом / Сая                  | сезон 2                   |

## Награди и номинации
| Церемония                            | Година | Категория                                            | Номинация за                       | Резултат  |
| ------------------------------------ | ------ | ---------------------------------------------------- | ---------------------------------- | --------- |
| Andre Kim Best Star Awards           | 2007   | New and Superior Star Award                          | И Джун Ги                          | Спечелил  |
| APAN Star Awards                     | 2013   | Top Excellence Award – най-добър актьор              | Две седмици                        | Спечелил  |
| APAN Star Awards                     | 2021   | Популярна звезда, актьор                             | Цвете на злото                     | Номиниран |
| APAN Star Awards                     | 2021   | KT Seezn Star Award                                  | Цвете на злото                     | Номиниран |
| Asia Artist Awards                   | 2017   | Fabulous Award                                       | Престъпни намерения                | Спечелил  |
| Asia Artist Awards                   | 2020   | Азиатска знаменитост                                 | Цвете на злото                     | Спечелил  |
| Asia Artist Awards                   | 2020   | Най-добър артист                                     | Цвете на злото                     | Спечелил  |
| Asia Model Awards                    | 2007   | K-Wave Special Award                                 | И Джун ги                          | Спечелил  |
| Baeksang Arts Awards                 | 2006   | Най-добър нов актьор във филм                        | Кралят и клоунът                   | Спечелил  |
| Baeksang Arts Awards                 | 2006   | InStyle Fashionista Award                            | И Джун Ги                          | Спечелил  |
| Baeksang Arts Awards                 | 2007   | Най-популярен актьор                                 | Лети, татенце, лети                | Спечелил  |
| Baeksang Arts Awards                 | 2009   | Най-добър актьор – телевизия                         | Илджиме                            | Номиниран |
| Baeksang Arts Awards                 | 2014   | Най-популярен ТВ актьор                              | Две седмици                        | Номиниран |
| Baeksang Arts Awards                 | 2017   | Най-популярен ТВ актьор                              | Лунни любовници: Алено сърце       | Номиниран |
| Baeksang Arts Awards                 | 2021   | Най-добър актьор – телевизия                         | Цвете на злото                     | Номиниран |
| Baeksang Arts Awards                 | 2021   | Най-популярен ТВ актьор                              | Цвете на злото                     | Номиниран |
| Blue Dragon Film Awards              | 2006   | Най-добър нов актьор                                 | Кралят и клоунът                   | Номиниран |
| Blue Dragon Film Awards              | 2006   | Награда за популярност                               | Кралят и клоунът                   | Спечелил  |
| Blue Dragon Film Awards              | 2006   | Най-добра екранна двойка (с Кам У Сонг)              | Кралят и клоунът                   | Спечелил  |
| Busan International Film Festival    | 2006   | Изгряваща звезда – мъж                               | И Джун Ги                          | Номиниран |
| Busan International Film Festival    | 2007   | Изгряваща звезда – мъж                               | И Джун Ги                          | Номиниран |
| China Fashion Awards                 | 2007   | Южнокорейски актьор на годината                      | И Джун Ги                          | Спечелил  |
| Chunsa Film Art Awards               | 2006   | Най-добър нов актьор                                 | Кралят и клоунът                   | Номиниран |
| Golden Cinema Film festival          | 2006   | Най-добър нов актьор                                 | Кралят и клоунът                   | Спечелил  |
| Grand Bell Awards                    | 2006   | Най-добър нов актьор                                 | Кралят и клоунът                   | Спечелил  |
| Grand Bell Awards                    | 2006   | Popularity Award                                     | Кралят и клоунът                   | Спечелил  |
| Grand Bell Awards                    | 2006   | Korean Wave Popularity Award                         | Кралят и клоунът                   | Спечелил  |
| Hawaii International Film Festival   | 2007   | Изгряваща звезда                                     | И Джун Ги                          | Спечелил  |
| KBS Drama Awards                     | 2014   | Top Excellence Award – най-добър актьор              | Стрелецът от Чосон                 | Номиниран |
| KBS Drama Awards                     | 2014   | Excellence Award – най-добър актьор                  | Стрелецът от Чосон                 | Спечелил  |
| KBS Drama Awards                     | 2014   | Най-добра екранна двойка (с Нам Санг Ми)             | Стрелецът от Чосон                 | Спечелил  |
| Korean Film Awards                   | 2006   | Най-добър нов актьор                                 | Кралят и клоунът                   | Спечелил  |
| Korean Martial Arts Federation       | 2009   | Най-добър актьор, владеещ бойни изкуства             | Времето на кучето и вълка, Илджиме | Спечелил  |
| Korea Youth Film Festival            | 2006   | Най-добър нов актьор                                 | И Джун Ги                          | Спечелил  |
| Max Movie Awards                     | 2006   | Най-добър актьор                                     | Кралят и клоунът                   | Спечелил  |
| MBC Drama Awards                     | 2007   | Excellence Award – най-добър актьор                  | Времето на кучето и вълка          | Спечелил  |
| MBC Drama Awards                     | 2009   | Top Excellence Award – най-добър актьор              | Герой                              | Номиниран |
| MBC Drama Awards                     | 2009   | Награда за популярност                               | Герой                              | Спечелил  |
| MBC Drama Awards                     | 2012   | Top Excellence Award – най-добър актьор              | Аранг и Магистратът                | Номиниран |
| MBC Drama Awards                     | 2012   | Най-добра екранна двойка (с Шин Мин А)               | Аранг и Магистратът                | Спечелил  |
| MBC Drama Awards                     | 2013   | Excellence Award – най-добър актьор                  | Две седмици                        | Номиниран |
| MBC Drama Awards                     | 2015   | Top Excellence Award – най-добър актьор              | Ученият, който броди през нощта    | Номиниран |
| MBC Drama Awards                     | 2015   | Top 10 Stars Award                                   | Ученият, който броди през нощта    | Спечелил  |
| Mnet 20's Choice Awards              | 2007   | Най-красиво момче                                    | И Джун Ги                          | Номиниран |
| Mnet 20's Choice Awards              | 2008   | Най-добра глобална звезда                            | И Джун Ги                          | Номиниран |
| Mnet 20's Choice Awards              | 2008   | Най-гореща звезда в драма – мъж                      | Илджиме                            | Номиниран |
| Mnet KM Music Festival               | 2006   | Най-добър актьор в музикален видеоклип               | Grace (на И Су Йонг)               | Спечелил  |
| SBS Drama Awards                     | 2008   | Top Excellence Award – най-добър актьор              | Илджиме                            | Спечелил  |
| SBS Drama Awards                     | 2008   | Netizen Popularity Award                             | Илджиме                            | Спечелил  |
| SBS Drama Awards                     | 2008   | Top 10 Stars                                         | Илджиме                            | Спечелил  |
| SBS Drama Awards                     | 2016   | Grand Prize (Daesang)                                | Лунни любовници: Алено сърце       | Номиниран |
| SBS Drama Awards                     | 2016   | Top Excellence Award – най-добър актьор              | Лунни любовници: Алено сърце       | Номиниран |
| SBS Drama Awards                     | 2016   | Hallyu Star Award                                    | Лунни любовници: Алено сърце       | Спечелил  |
| SBS Drama Awards                     | 2016   | Top 10 Stars Award                                   | Лунни любовници: Алено сърце       | Спечелил  |
| SBS Drama Awards                     | 2016   | Най-добра екранна двойка (с И Джи Ън)                | Лунни любовници: Алено сърце       | Спечелил  |
| SBS Drama Awards                     | 2022   | Top Excellence Award – най-добър актьор в минисериал | Втори живот                        | Спечелил  |
| SBS Drama Awards                     | 2022   | Grand Prize (Daesang)                                | Втори живот                        | Номиниран |
| Seoul International Drama Awards     | 2008   | Най-популярен актьор                                 | Времето на кучето и вълка          | Спечелил  |
| Seoul International Drama Awards     | 2013   | Изключителен корейски актьор                         | Аранг и Магистратът                | Спечелил  |
| Seoul International Drama Awards     | 2015   | Изключителен корейски актьор                         | Стрелецът от Чосон                 | Спечелил  |
| Shanghai International Film Festival | 2007   | Overseas Star Award                                  | И Джун Ги                          | Спечелил  |
| Skapa Awards                         | 2012   | Grand Prize, Korean wave category                    | Lee Joon-gi's JG Style             | Спечелил  |
| Soompi Annual Awards                 | 2018   | Актьор на годината                                   | Престъпни намерения                | Спечелил  |
| StarHub's Night of Stars Awards      | 2018   | Най-добра азиатска звезда – мъж                      | Адвокат отвъд закона               | Спечелил  |
| Taiwan's KKTV Awards                 | 2016   | Актьор на годината                                   | Лунни любовници: Алено сърце       | Спечелил  |
| Tourism Authority of Thailand        | 2009   | Special plaque of Appreciation                       | И Джун Ги                          | Спечелил  |